# Ціліньси
ГЕС Ціліньси (麒麟寺水电站) — гідроелектростанція в центральній частині Китаю у провінції Ганьсу. Знаходячись між ГЕС Бікоу (вище по течії) та ГЕС Баочжуси, входить до складу каскаду на річці Байлун, правій притоці Цзялінцзян, яка, своєю чергою, є лівою притокою Цзіньші (верхня течія Янцзи).
У межах проєкту річку перекрили бетонною гравітаційною греблею висотою 52 метри, довжиною 252 метри та шириною по гребеню 15 метрів. Вона утримує водосховище з об'ємом 29,7 млн м3, у якому припустиме коливання під час операційної діяльності між позначками 610,5 та 613 метрів НРМ (у випадку повені до 613,5 метра НРМ).
Пригреблевий машинний зал обладнали чотирма турбінами типу Каплан потужністю по 175 МВт, котрі використовують напір від 69 до 103 метрів (номінальний напір 84 метри) та забезпечують виробництво 448 млн кВт·год електроенергії на рік.
Видача продукції відбувається по ЛЕП, розрахованій на роботу під напругою 110 кВ.